# Psectra diptera
Psectra diptera là một loài côn trùng trong họ Hemerobiidae thuộc bộ Neuroptera. Loài này được Burmeister miêu tả năm 1839.